# Жукоцький Володимир Дмитрович
Володимир Дмитрович Жукоцький (6 березня 1954 , Пальмирівка, Дніпропетровська область  — 4 серпня 2006 , Білозерська сільська рада (Білозерський район), Курганська область ) — радянський і російський філософ і політолог, фахівець у галузі філософії релігії і культури, історії соціально-політичної думки і марксистської філософії в Росії. Доктор філософських наук, професор. Голова Тюменської регіональної організації Російського гуманістичного суспільства. Голова Нижньовартовського відділення Російського філософського товариства. Творець перспективної наукової концепції російського реформаційного процесу і модальної логіки розвитку релігійних форм. За світоглядом — соціальний гуманіст.

## Життєпис
Володимир Дмитрович Жукоцкій народився 6 березня 1954 року в селі Пальмирівка П'ятихатського району Дніпропетровської області.
У 1976 році закінчив економічний факультет Курганського машинобудівного інституту.
Працював майстром дільниці, інженером-соціологом Курганського машинобудівного заводу.
З 1977 року викладав філософські науки в Куйбишевському авіаційному інституті, Курганському машинобудівному інституті, Курганському державному університеті, Тюменському державному університеті.
З травня 1980 року член КПРС. Після розпуску партії дотримувався ліво-центристських політичних орієнтацій. Ставився до релігії як до важливої стороні культурного розвитку людства, поряд з традиціями вільнодумства і атеїзму.
У 1988 році закінчив аспірантуру по кафедрі історії філософії Уральського державного університету імені О. М. Горького(науковий керівник Любутин, Костянтин Миколайович). У тому ж році захистив дисертацію на здобуття наукового ступеня кандидата філософських наук за темою «Гуманістична функція марксистсько-ленінської філософії».
З вересня 1996 по 2006 роки завідував кафедрою гуманітарних наук (надалі — кафедра філософії) Ніжнєвартовського економіко-правового інституту — філії Тюменського державного університету.
У 1997 році закінчив докторантуру по кафедрі історії філософії Уральського державного університету імені О. М. Горького.
У 2000 році в Уральському державному університеті імені А. М. Гіркого захистив дисертацію на здобуття наукового ступеня доктора філософських наук за темою «Російський марксизм у релігійному вимірі: історико-філософський аспект».
У 2001 році присвоєно вчене звання професора.
4 серпня 2006 року трагічно загинув в автомобільній катастрофі поблизу села Білозерське Курганської області (40 км на північ від Кургану). Похований у Кургані.
В. Д. Жукоцкій був засновником і керівником проведення в Нижньовартовську регулярних «Марксовских читань» (1998, 1999, 2001, 2004) зі статусом Всеросійської наукової конференції. Виступав багаторічним керівником політичного дискусійного клубу «Поліс» при НЭПИ ТюмГУ. Автор циклу телевізійних передач «Бесіди про гуманізм» (2002). У квітні 2003 року під його керівництвом розпочав свою діяльність міський семінар «Наука і релігія: проблеми сучасного гуманізму».

## Наукова діяльність
В. Д. Жукоцкій є розробником наукової концепції російського реформаційного процесу і модальної логіки розвитку релігійних форм. Феномен культурно-історичних та екзистенційно-особистісної еволюції релігійного пояснював діалектикою теистической і атеїстичної складових релігійної свідомості: релігія, філософія, культура—політика, православ'я—совєтизм. Атеистичности (через ступінь пантеїзму) давав досить широке тлумачення, вважаючи, що вона є складовою частиною традиційних релігійно-догматичної систем і функціональної релігійністю форм світської культури. Таким чином поступальний розвиток релігійних форм походить від догматичної до вільної релігійності. Вважав, що «справжня демократія» утворює равновзвешенность («діалоговий режим») консерватизму, лібералізму і соціалістичної складових.
Розвивав марксистську парадигму соціально-гуманітарного знання. У своїх праці дослідив соціальний ідеал російської софійності і трагічну історію його трансформацій. Вчення Карла Маркса розглядав, як має суттєві юдаїські і християнські коріння, його закономірність у всесвітньому історичному процесі секуляризації європейської і світової культури, і його гуманістичний потенціал. З культурологічних позицій в рамках методології релігійних воєн розглядав радянський час в історії Росії, визначаючи його як епоху запізнілій в порівнянні з Європою, але нагальною «духовної Реформації», метою якого має стати злам багатовікової патріархальності і перехід до сучасності. Методологічну та ідеологічну основу цього реформаційного руху бачив в опорі на войовничі антирелігійні погляди російської інтелігенції кінця XIX—XX ст., які визначав як «атеїстичний протестантизм». Феномен російського (радянського) марксизму («релігія совєтизму») розглядав социоцентрическом дискурсі і вважав його виросли з глибоко вкоріненою в російській народній свідомості культурообразующей традиції «руської віри», що виходить далеко за рамки офіційного православ'я, а також народницької парадигми, і звідси має безліч стійких форм свого прояву в світі:
1. «легальний»
2. ортодоксальний
3. эмпириомонистический
4. богостроительский
5. який імпровізує
6. «несвідомий» та ін.

## Викладацька діяльність
Читав лекції з академічних курсів філософії і політології, по спеціальним курсам — «Духовні основи російської культури», «Філософія та історія російського марксизму», «Політичні інститути і процеси в сучасній Росії», «Основи гуманізму», «Народництво: російський шлях», «Історія релігій та світових цивілізацій».

## Родина
- Батько — Дмитро Миколайович Жукоцкій був одним з керівників Курганської області у 1960-1970-ті рр.
- Дружина — Зінаїда Романівна Жукоцкая — доктор культурології, професор і завідувач кафедри гуманітарних наук Ніжнєвартовського економіко-правового інституту — філії Тюменського державного університету.

## Пам'ять
Вчена рада Ніжнєвартовського економіко-правового інституту заснував Премію імені В. Д. Жукоцького.

## Нагороди
- «Почесний працівник вищої школи» (2004)
- Грант Уральського державного університету за фундаментальним дослідженням у галузі гуманітарних наук (1993)

## Наукові праці

### Дисертації
- Жукоцкій Ст. Д. Гуманістична функція марксистсько-ленінської філософії : автореферат дис. … кандидата філософських наук : 09.00.01 / Урал. держ. ун-т їм. А. М. Гіркого. — Свердловськ, 1988. — 19 с.
- Жукоцкій Ст. Д. Російський марксизм у релігійному вимірі : Історико-філософський аспект[недоступне посилання з квітня 2019] : автореферат дис. … доктора філософських наук : 09.00.03. / Урал. держ. ун-т їм. А. М. Гіркого. — Єкатеринбург, 2000. — 48 с.
- Жукоцкій Ст. Д. Російський марксизм у релігійному вимірі : Історико-філософський аспект : дисертація … доктора філософських наук : 09.00.03. / Урал. держ. ун-т їм. А. М. Гіркого. — Єкатеринбург, 2000. — 328 с.

### Монографії, посібники
- Жукоцкій Ст. Д. Філософія і політика: Роздуми про долі реформ в Росії (По сторінках преси та наукових виступів: 1992—1996). — Курган: Парус-М, 1996. — 114 с. ISBN 5-86047-079-7.
- Жукоцкій Ст. Д. Маркс після Маркса: Матеріали по історії і філософії марксизму в Росії / Під ред. К. Н. Любутин; рец.: М. Н. Щербінін, Р. А. Бурханов. — Нижневартовск : Приобье, 1999. — 184 с. ISBN 5-931040-02-1.
- Жукоцкій Ст. Д. Людина і релігія: Філософсько-антропологічне введення Навчально-методичний посібник до спецкурсу / В. Д. Жукоцкій; рец. Я. Р. Солодкин. — Нижневартовск : Приобье, 1999. — 64 с.
- Жукоцкій Ст. Д. Політологія. Курс лекцій. Частина 1. (електронна версія 1996—1999).
- Жукоцкій Ст. Д. Маркс і Росія в релігійному вимірі: Досвід історико-філософської реконструкції сенсу. — Нижневартовск : Приобье, 2000. — 351 с.
- Жукоцкій, В. Д. Філософія : Навчальний посібник (конспект-лекцій для вузів) 1 Ч. — Нижневартовск : Приобье, 2001. — 170 с.
- Жукоцкій, В. Д. Народництво: російський шлях. Лекції зі спецкурсу. — Єкатеринбург-Нижневартовск: УрГУ, 2004. — 337 с.
- Жукоцкій, В. Д. Політичні інститути і процеси в сучасній Росії. Навчально-методичний посібник з курсу «Політологія». — Нижневартовск: «Приобье», 2004. — 48 с.
- Жукоцкій, В. Д. Основи сучасного гуманізму: курс лекцій. — М.; Нижньовартовськ: Російське гуманістичне суспільство, Тюменський державний ун-т, 2005. — 128 с. 500 екз. ISBN 5-87387-025-X
- Жукоцкій, В. Д. Основи сучасного гуманізму: учеб. посібник. — Нижневартовск : НЭПИ ТюмГУ, 2005. — 176 с.
- Жукоцкій, В. Д. Основи сучасного гуманізму: російський контекст. Курс лекцій. — М.: РГТ, 2006. — 518 с. (гриф УМО Міністерства освіти і науки РФ).
- Жукоцкій Ст. Д. Діалоги про російської революції, народному єдності і державних святах сучасної Росії: Навчальний посібник з курсу «Вітчизняна історія» і «Політологія».[недоступне посилання з квітня 2019] — Нижневартовск: Вид-во Нижневарт. гуманит. ун-ту, 2006. — 201 с. — (Серія «Політологічні етюди») ISBN 5-89988-259-X
- Жукоцкій, В. Д. Російська реформація XX століття : статті по культурфілософії совєтизму / В. Д. Жукоцкій, З. Р. Жукоцкая ; Рос. навч.-дослідж. ін-т культур. природ. спадщини ім. Д. С. Лихачова. — М. : Новий хронограф, 2008. — 262 с. — (Сер. «Російське суспільство. Сучасні дослідження»). ISBN 978-594881-061-4

### Статті
російською мовою
- Жукоцкий В. Д. Социализм для России или Россия для социализма? // Социализм и Россия. Коллективная монография. — М., 1990.
- Жукоцкий В. Д. Субъективность философского знания // Философские науки. — 1990. — № 2. — С. 45-46.
- Жукоцкий В. Д. Нужна ли оппозиция новой власти // Философия и политика. — Курган: Парус-М, 1996. — С. 14-19.
- Жукоцкий В. Д. Между диктатурой и демократией. // Философия и политика. — Курган: Парус-М, 1996. — С. 19-26.
- Жукоцкий В. Д. Классика и современность: Эхо русской революции. // Философия и политика. — Курган: Парус-М, 1996. — С. 27-37.
- Жукоцкий В. Д. Будем бдительны! // Философия и политика. — Курган: Парус-М, 1996. — С. 40-43.
- Жукоцкий В. Д. Национальное возрождение: государство и регион // Философия и политика. — Курган: Парус-М, 1996. — С. 43-47.
- Жукоцкий В. Д. Строительство нации в России: региональный аспект. // Философия и политика. — Курган: Парус-М, 1996. — С. 47-51.
- Жукоцкий В. Д. Философская антропология вообще и в частности. // Маркс после Маркса. — Нижневартовск: Приобье, 1999. — С. 5-7.
- Жукоцкий В. Д. Учение К.Маркса и судьбы русской культуры в XX веке: постановка проблемы // Проблемы философской антропологии и философии культуры: Альманах. — Екатеринбург, 1999.
- Жукоцкий В. Д. Интеллигенция и церковь в России: выбор судьбы или темное вино хлыстовского смысло-образа // Мозаика смыслов. Труды кафедры философии Тюм. гос. ун-та. — Вып.2. — Тюмень: ТюмГУ, 1999.
- Жукоцкий В. Д. Русская интеллигенция и религия: опыт историософской реконструкции смысла // Философия и общество. 2001. — № 1. — С. 87-114.
- Жукоцкий В. Д. Народнические корни ленинизма: "хитрость разума " или «ирония истории»? // Вопросы философии. — 2001. — № 12. — С. 51-66; Вестник ТюмГУ. — 2001. — № 1. — С. 46-57.
- Жукоцкий В. Д. Пророк несбывшегося: Петр Струве и «эволюционная» критика марксизма. // «Свободная мысль — XXI». — 2001. — № 12. — С. 68-83.
- Жукоцкий В. Д. О тождестве противоположностей: к диа-логике ницшеанства и марксизма в России. // Общественные науки и современность. — 2002. — № 4. — С. 144. ISSN 0869-0499
- Жукоцкий В. Д. Педагогическая гуманистика // Вестник Российского философского общества. — 2002. — № 4. — С. 161—164.
- Жукоцкий В. Д. Едва заметный пунктир истины.: гражданин, гражданское общество и диктатура пролетариата. // Свободная мысль — XXI: Теорет. и полит. журн. — 2003. — № 1. — С. 80-95 . ISSN 0869-4435
- Жукоцкий В. Д. «Власть: физика и метафизика социального» // «Дискурс-Пи». — 2003. — № 3.
- Жукоцкий В. Д. Максим Горький: от «сверхчеловека» к «всечеловеку» в зеркале символических форм // Философские науки. —2003. — № 1. — С. 47-61
- Жукоцкий В. Д. «Эмпириомонистический» марксизм А. А. Богданова: проблема идеологии // Вестник Московского университета. Серия 7. Философия. — № 1. — 2004. — С. 38-53. (копия статьи)
- Жукоцкий В. Д. Русская реформация XX века: логика исторической трансформации атеистического протестантизма большевиков. // Общественные науки и современность. — 2004. — № 3. — С. 89-102. ISSN 0869-0499
- Жукоцкий В. Д. Вступительное слово // Проблемы социального гуманизма: история и современность: (Четвертые Марксовские чтения): Материалы респ. очно-заочной научной конференции, посвященной 160-летаю Марксовских «Экономическо-философских рукописей 1844 г.» (Нижневартовск, 5 марта, 29 мая 2004 года) / Отв. ред. В. Д. Жукоцкий. Нижневартовск, 2004. — С. 18.
- Жукоцкий В. Д. Концепция Марксовских чтений в Нижневартовске. // Проблемы социального гуманизма: история и современность: (Четвертые Марксовские чтения): Материалы респ. очно-заочной научной конференции, посвященной 160-летаю Марксовских «Экономическо-философских рукописей 1844 г.» (Нижневартовск, 5 марта, 29 мая 2004 года) / Отв. ред. В. Д. Жукоцкий. Нижневартовск, 2004. — С.
- Жукоцкий В. Д. Марксизм и утопизм: по страницам одного издания. // Проблемы социального гуманизма: история и современность: (Четвертые Марксовские чтения): Материалы респ. очно-заочной научной конференции, посвященной 160-летаю Марксовских «Экономическо-философских рукописей 1844 г.» (Нижневартовск, 5 марта, 29 мая 2004 года) / Отв. ред. В. Д. Жукоцкий. Нижневартовск, 2004. — С.
- Жукоцкий В. Д. Русская религиозная традиция и образование [Архівовано 8 червня 2019 у Wayback Machine.] // «Здравый смысл». — 2004. — № 1 (30).
- Жукоцкий В. Д. Философский манифест // Вестник Российского философского общества. — 2004. — № 1. — С. 155—160
- Жукоцкий В. Д. Философский манифест (по материалам вступительного доклада на конференции «Наука и религия: проблемы современного гуманизма», Нижневартовск, 22 апреля 2003 г.) [Архівовано 4 березня 2016 у Wayback Machine.] // «Здравый смысл». — 2004. — № 2 (31)
- Жукоцкий В. Д. Апостол Просвещения или Кантовские откровения о морали и религии // Вестник Российского философского общества. — 2004. — № 4. — С. 112—115.
- Жукоцкий В. Д. Апостол Просвещения или Кантовские откровения о морали и религии // Кант и современность. Международный конгресс, посвященный 280-летию со дня рождения и 200-летию со дня смерти Иммануила Канта (24- 28 мая 2004 г., Москва). Материалы конгресса. — М.: Институт философии РАН, 2004.
- Жукоцкий В. Д. Судьбы социального гуманизма в современном мире // Философская антропология и гуманизм. Коллективная монография. — Владимир: ВГПУ, 2004. — С.
- Жукоцкий В. Д. Философия культуры — культурфилософия — культурология — история культуры // Философские науки. — 2004. — № 7. — С. 89- 102.
- Жукоцкий В. Д. Народничество русской интеллигенции и культуры // Философия и общество. — 2004. — № 3. — С. 156—176.
- Жукоцкий В. Д. Шеллинг и русский символизм // Вестник ТюмГУ. —2004. — № 1. — С. 45-57.
- Жукоцкий В. Д., Кувакин В. А.  Философия как идеология и культура гуманистического дискурса // Вестник Российского философского общества. — 2005. — № 2. — С. 83 — 85
- Жукоцкий В. Д., Кувакин В. А.  Почему необходим учебный курс «Основы современного гуманизма»? [Архівовано 7 жовтня 2018 у Wayback Machine.] // «Здравый смысл». — 2005. — № 4 (37).
- Жукоцкий В. Д. Светский гуманизм как мировоззренческая основа современных межкультурных коммуникаций. Вводная лекция к курсу «Основы современного гуманизма» [Архівовано 10 грудня 2018 у Wayback Machine.] // «Здравый смысл». — 2005. — № 4 (37).
- Жукоцкий В. Д. «Российский конституционализм и современный политический процесс» // «Дискурс-Пи». — 2005. — № 5.
- Жукоцкий В. Д. Самоидентификация России: единство досоветского, советского и постсоветского // «Россия: тенденции и перспективы развития», ИНИОН РАН, 17 декабря 2005 г. Секция «Самоидентификация России: фундаментальные и прикладные аспекты».
- Жукоцкий В. Д. Гуманистические аспекты глобализации: о единстве внутреннего и внешнего в становлении человеческой универсальности // Культура на рубеже XX—XXI веков: Глобализационные процессы. Материалы Международной научной конференции Гос. Института искусствознания и Научного совета по истории мировой культуры РАН (г. Москва, 22-23 ноября 2005 г.). — М., 2005. — С. 109—121.
- Жукоцкий В. Д. Философия и гуманизм: задачи консолидации гуманитарного знания и культуры. Открытое письмо к учёным-гуманитариям [Архівовано 14 березня 2019 у Wayback Machine.] // «Здравый смысл». — 2006. — № 3 (40). (копия статьи)
- Жукоцкий В. Д. Лютер и Ленин: две культурологические модели реформации [Архівовано 12 липня 2019 у Wayback Machine.] // Общественные науки и современность. — 2006. — № 1. — С. 69-82.
- Жукоцкий В. Д., Жукоцкая З. Р. Реформация как универсалия культуры: перекличка эпох и поколений // Жукоцкий В. Д., Жукоцкая З. Р. Русская Реформация XX века: статьи по культурософии советизма. — М.: Новый хронограф, 2008. — С. 4-52. (копия статьи) (также опубликовано в Поколение в социокультурном контексте XX века / Отв. ред. Н. А. Хренов. Гос. ин-т искусствознания М-ва культуры и массовых коммуникаций; Научный совет «История мировой культуры» РАН. — М.: Наука, 2005. — С. 239—283.)
- Жукоцкий В. Д., Жукоцкая З. Р. Социально-гуманистическая парадигма русского народничества // Жукоцкий В. Д., Жукоцкая З. Р. Русская Реформация XX века: статьи по культурософии советизма. — М.: Новый хронограф, 2008. — С. 85-107. (копия статьи)
- Жукоцкий В. Д., Жукоцкая З. Р. «Эмпириомонистический» марксизм А. А. Богданова: проблема идеологии // Жукоцкий В. Д., Жукоцкая З. Р. Русская Реформация XX века: статьи по культурософии советизма. — М.: Новый хронограф, 2008. — С. 147—162.
- Жукоцкий В. Д., Жукоцкая З. Р. О тождестве противоположностей: к диалогике ницшеанства и марксизма в России // Жукоцкий В. Д., Жукоцкая З. Р. Русская Реформация XX века: статьи по культурософии советизма. — М.: Новый хронограф, 2008. — С. 196—226. (Жукоцкая З. Р., Жукоцкий В. Д. О тождестве противоположностей: к диалогике ницшеанства и марксизма в России [Архівовано 9 грудня 2017 у Wayback Machine.] // Общественные науки и современность. — 2002. — № 4. — С. 125—144.)
- Жукоцкий В. Д., Жукоцкая З. Р. Русская Реформация XX века: логика исторической трансформации атеистического протестантизма большевиков // Жукоцкий В. Д., Жукоцкая З. Р. Русская Реформация XX века: статьи по культурософии советизма. — М.: Новый хронограф, 2008. — С. 227—247. (Жукоцкий В. Д. Русская реформация XX века: логика исторической трансформации атеистического протестантизма большевиков [Архівовано 16 серпня 2017 у Wayback Machine.] // Общественные науки и современность. — 2004. — № 3. — С. 89-101.)
- Жукоцкий В. Д. Глобализация в гуманистической перспективе. // Национальные интересы. № 2/2009 (работа была также представлена на IV Российском философском конгрессе «Философия и будущее цивилизации» — Симпозиум «Гуманизм как система ценностей: история и современность»)
- Жукоцкий В. Д. Современный гуманизм [Архівовано 12 липня 2019 у Wayback Machine.] // «Здравый смысл». — 2009. — № 3 (52).

на інших мовах
- Zhukocky V. D. Luther et Lenine' deux modeles culturels de la R eformation // Lumieres — messianisme — revolution. Chronigues slaves. Numero 1 — 2005. Centre D'histoire etudes Slaves contemporaines. Universite` Stendhal-Grenoble 3, p. 35-48.

### Рецензії
- Жукоцкій Ст. Д. Рец.: Кондаков І. Ст. Культурологія: історія культури Росії: Курс лекцій. — М.: ІКФ Омега-Л, Вища школа, 2003 // Питання філософії. — 2004. — № 8. — С. 121—128.

### Наукова редакція
- Філософська антропологія: наука, культура, релігія, економіка : Другі Марксовские читання: Матеріали міжвузівської наукової конференції викладачів і студентів.15 травня 1999 року / ред. отв. В. Д. Жукоцкій. — Нижневартовск : Приобье, 1999. — 96 с.
- Сучасний гуманізм: документи і дослідження. // Здоровий глузд.: Журнал скептиків, оптимістів і гуманістів. Спец. вип. / Упоряд. В. А. Кувакін. — М.: РГТ, 2000.
- Карл Маркс і Росія : рубежі століть: Треті Марксовские читання : Матеріали Всерос. навч.-практ. конф., р. Нижневартовск, 18-19 травня 2001 р. / та ін. ; ред. отв. В. Д. Жукоцкій ; Міністерство освіти РФ. — Єкатеринбург : Видавництво Уральського університету, 2002. — 210 с. — ISBN 5-7584-0070-X
- Наука і релігія : Проблеми сучасного гуманізму. Матеріали Міжрегіональної наукової конференції. Нижневартовск, 22 кві. 2003 року / ред. отв. В. Д. Жукоцкій. — Нижневартовск : Вид-во Нижневарт. пед. ін-ту, 2003. — 217 с. ISBN 5-89988-180-1
- Проблеми соціального гуманізму: історія і сучасність: Четверті марксовские читання: Матеріали Респ. очно-заочної навч.конф. Нижневартовск, 5 березня, 29 травня 2004 р. / ред. отв. В. Д. Жукоцкій. — Нижневартовск : Нижневартовский економіко-правовий інститут ТюмГУ, 2004. — 327 с. ISBN 5-87387-017-9
- Держава і революція. Матеріали Міжвузівської наукової конференції, присвяченої 100-річчю Першої російської революції (Нижньовартовськ, 17 жовтня 2005 р.) / Відп. ред. Ст. Д. Жукоцкій. — Нижневартовск: Вид-во МДГУ, 2005. — 103 с.
- Гуманізм соціальний, ліберальний і релігійний: проблема діалогу. Матеріали Республіканської очно-заочної наукової конференції з міжнародною участю, присвяченій 75-річчю Тюменського державного університету (Нижньовартовськ, 17 листопада 2005 р.) / Відп. ред. Ст. Д. Жукоцкій. — Нижневартовск: НЭПИ ТюмГУ, 2006. — 405 с.

## Рецензії та відгуки на роботи В.Д.Жукоцького
- Ємельянов Б. В. Маркс після Маркса (Нижньовартовськ, 1999), Маркс і Росія в релігійному вимірі (Нижньовартовськ, 2000) // Філософська освіта. Вісник Міжвузівського Центру з російської філософії і культури. — 2000. — № 4. — С. 73-77.
- Крилов Д. А. Жукоцкій Ст. Д. К. Маркс і Росія в релігійному вимірі. Досвід історико-філософської реконструкції сенсу. Нижневартовск: Вид. «Приобье», 2000 // Гуманітарний вектор. Випуск 2 (7). — Чита, 2000. — С. 135—140.
- Пивоваров Д. В. Жукоцкій Ст. Д. Маркс після Маркса. Матеріали по історії і філософії марксизму в Росії. Нижневартовск: Вид. «Приобье», 1999 // Філософія і суспільство. — 2001. — № 2. — С. 161—167.
- Чорний Ю. Ю. Актуальність гуманізму // Здоровий глузд. — 2005. — № 3 (36). — С. 24.

## Публіцистика
- Любутин К. Н., Жукоцкій Ст. Д. Держава і революція: про розробку цивільної та державної концепції святкування 7 листопада як офіційного Свята сучасної Росії.
- Жукоцкій Ст. Д. Російська революція — тенденція до фундаменталізації // Альманах «Схід» № 12(24), грудень 2004 р.